# Tarnowo (województwo podlaskie)
Tarnowo – wieś w Polsce, położona w województwie podlaskim, w powiecie łomżyńskim, w gminie Miastkowo.
| SIMC    | Nazwa | Rodzaj    |
| ------- | ----- | --------- |
| 0401992 | Dwór  | część wsi |

Wierni kościoła rzymskokatolickiego należą do parafii Matki Bożej Różańcowej w Miastkowie.

## Historia
Wieś szlachecka położona była w drugiej połowie XVI wieku w powiecie łomżyńskim ziemi łomżyńskiej. W latach 1921–1939 wieś i folwark leżał w województwie białostockim, w powiecie łomżyńskim, w gminie Miastkowo.
Według Powszechnego Spisu Ludności z 1921 roku zamieszkiwało:
- wieś – 307 osób, 252 było wyznania rzymskokatolickiego, 1 greckokatolickiego a 54 mojżeszowego. Jednocześnie 252 mieszkańców zadeklarowało polską przynależność narodową, 1 rosyjską, 54 żydowską. Były tu 42 budynki mieszkalne
- folwark – 79 osób w 6 budynkach mieszkalnych[9].

Miejscowości należały do parafii rzymskokatolickiej w Miastkowie. Podlegała pod Sąd Grodzki i Okręgowy w Łomży; właściwy urząd pocztowy mieścił się w m. Miastkowie.
W wyniku napaści ZSRR na Polskę we wrześniu 1939 miejscowość znalazła się pod okupacją sowiecką. Od czerwca 1941 roku pod okupacją niemiecką. Od 22 lipca 1941 do 1945 włączona w skład Landkreis Lomscha, Bezirk Bialystok III Rzeszy.
W latach 1975–1998 miejscowość administracyjnie należała do województwa łomżyńskiego.

## Zabytki
- Dwór z końca XVIII w., przebudowany w 2. poł. XIX w.
- Oficyna dworska
- Spichlerz z 1 ćwierci XIX w.
- Kapliczka przydrożna z 1839 r.[12]